# Віта-Поштова (городище)
Віта-Поштова — городище часів Київської Русі поблизу Києва у Фастівському районі.

## Атрибутування городища. Версія про літописний Звенигород
Городище розташоване поблизу села Віта-Поштова Київської області.
На думку ряду дослідників, саме тут було літописне місто Звенигород, вперше згадане в літописі в 1097 році в контексті опису осліплення князя Василька:
|  | На ту ніч повезли його (князя Василька — прим.) до Звенигорода, — а це є город невеликий коло Києва, так верстов із десять оддалеки,— і, привізши його на возі, окованого, зсадили його з воза, і ввели у невелику хижу[джерело?] |

Наступна зградка про Звенигород датується 1150 роком:
|  | Ізяслав же, це почувши, рушив од Звенигорода до [города] Тумаща, і туди прибули до нього чорні клобуки. Жінок своїх і дітей своїх у городах заперши на Пороссі, самі вони приїхали до Ізяслава всіма своїми силами[джерело?] |

Остання літописна згадка про Звенигород у Київському князівстві датується 1235 роком:
|  | Отож, коли половці прийшли до Києва і грабували землю Руську, то Данило хотів вийти [з Києва] додому лісовою стороною, бо Данило знесилився був. Але Володимир просив, а [воєвода] Мирослав піддержував його: «Виступимо на поганих половців». Устріли ж їх половці коло Звенигорода[джерело?] |

## Історія вивчення та розміри городища
Городище неодноразово досліджувалося археологами Л. Добровольським, Н. Лінкою, П. Єфименко та П.Раппопортом.
Площа дитинця складає близько 0,45 га (90:50 м), окольного граду — 1,4 га (140:100 м). Загальна площа городища — майже 2 га.
Культурний шар городища містить давньоруську кераміку ХІ-ХІІІ ст.

## Галерея

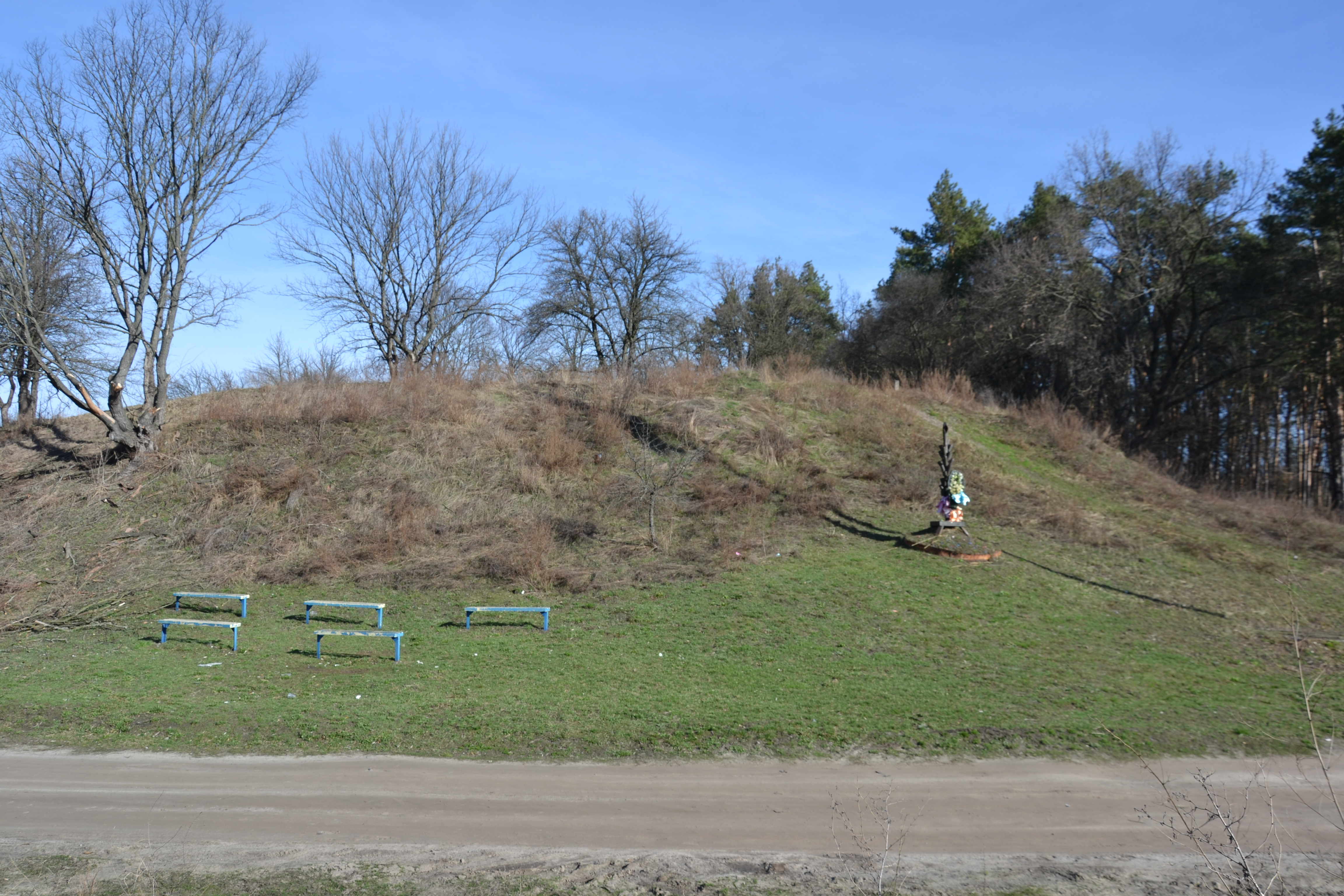
Вал городища
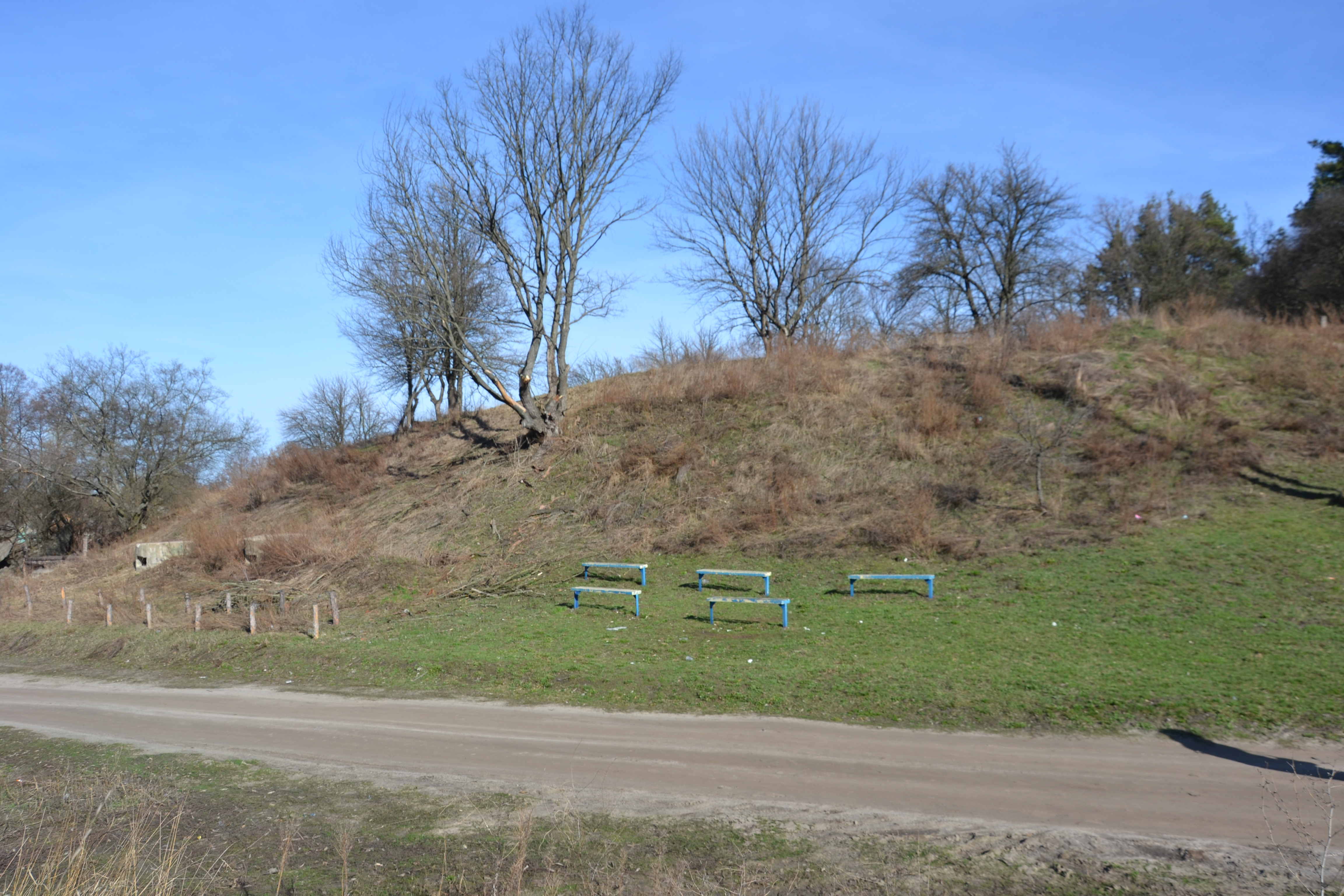
Вал дитинця
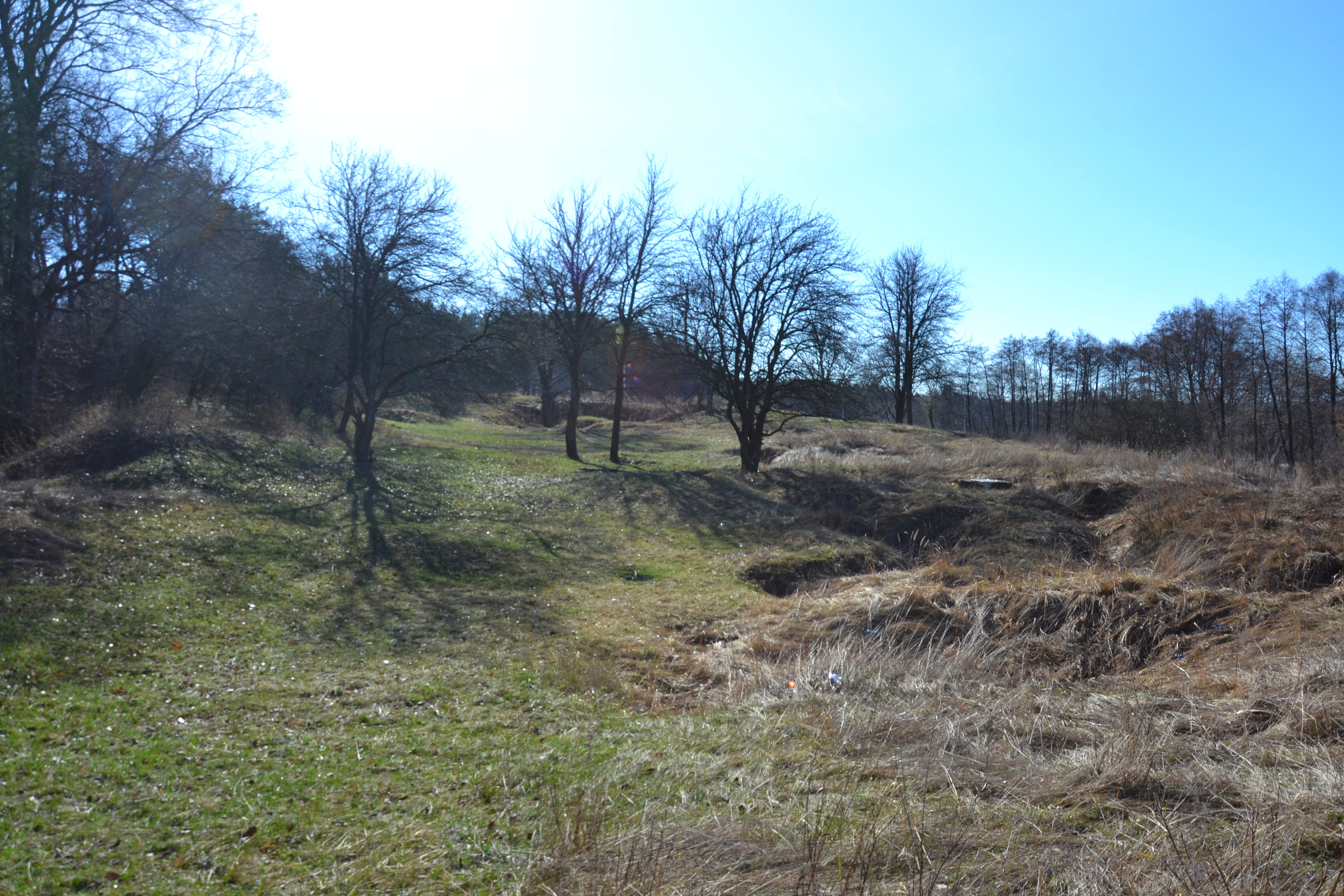
На території городища
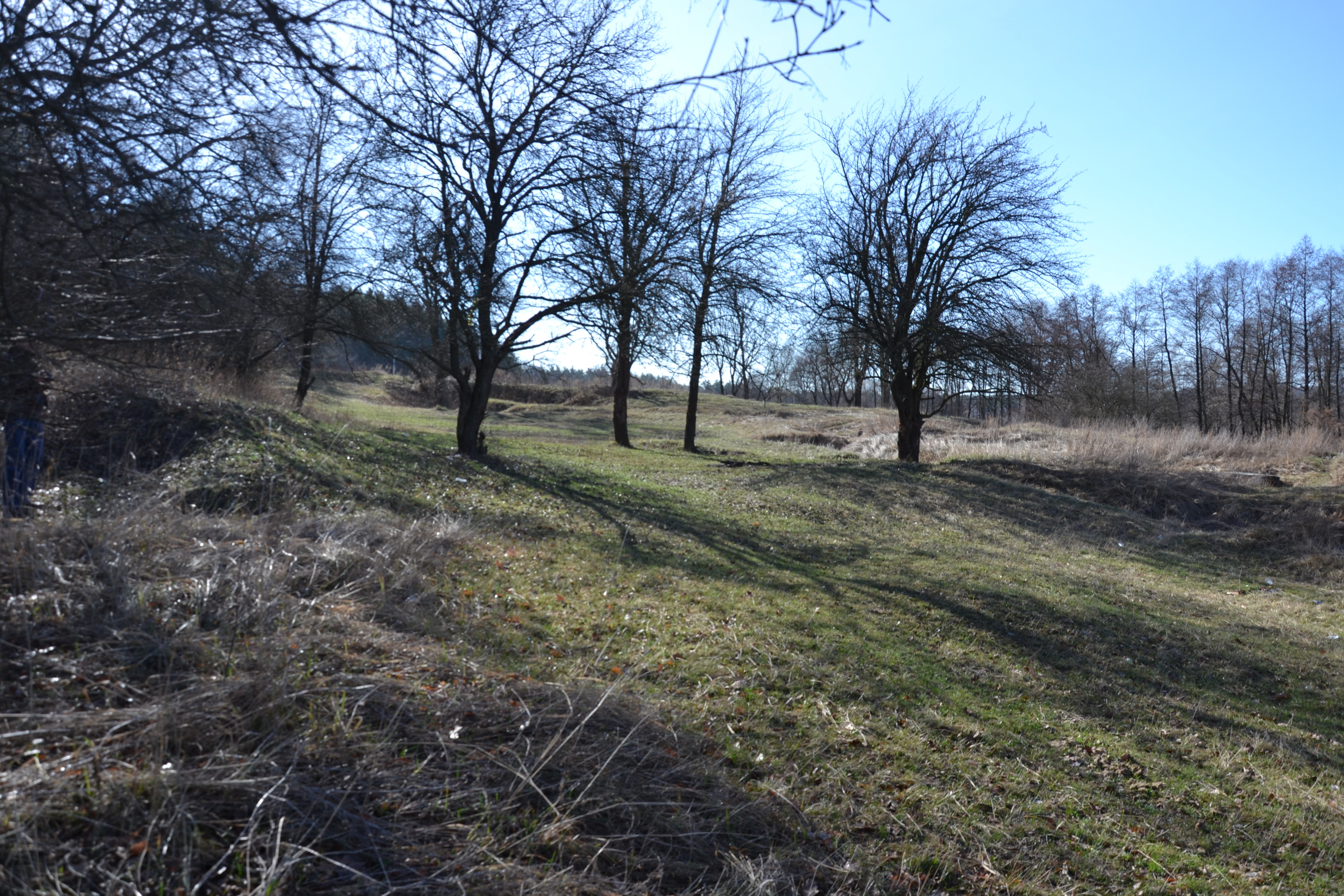
На городищі
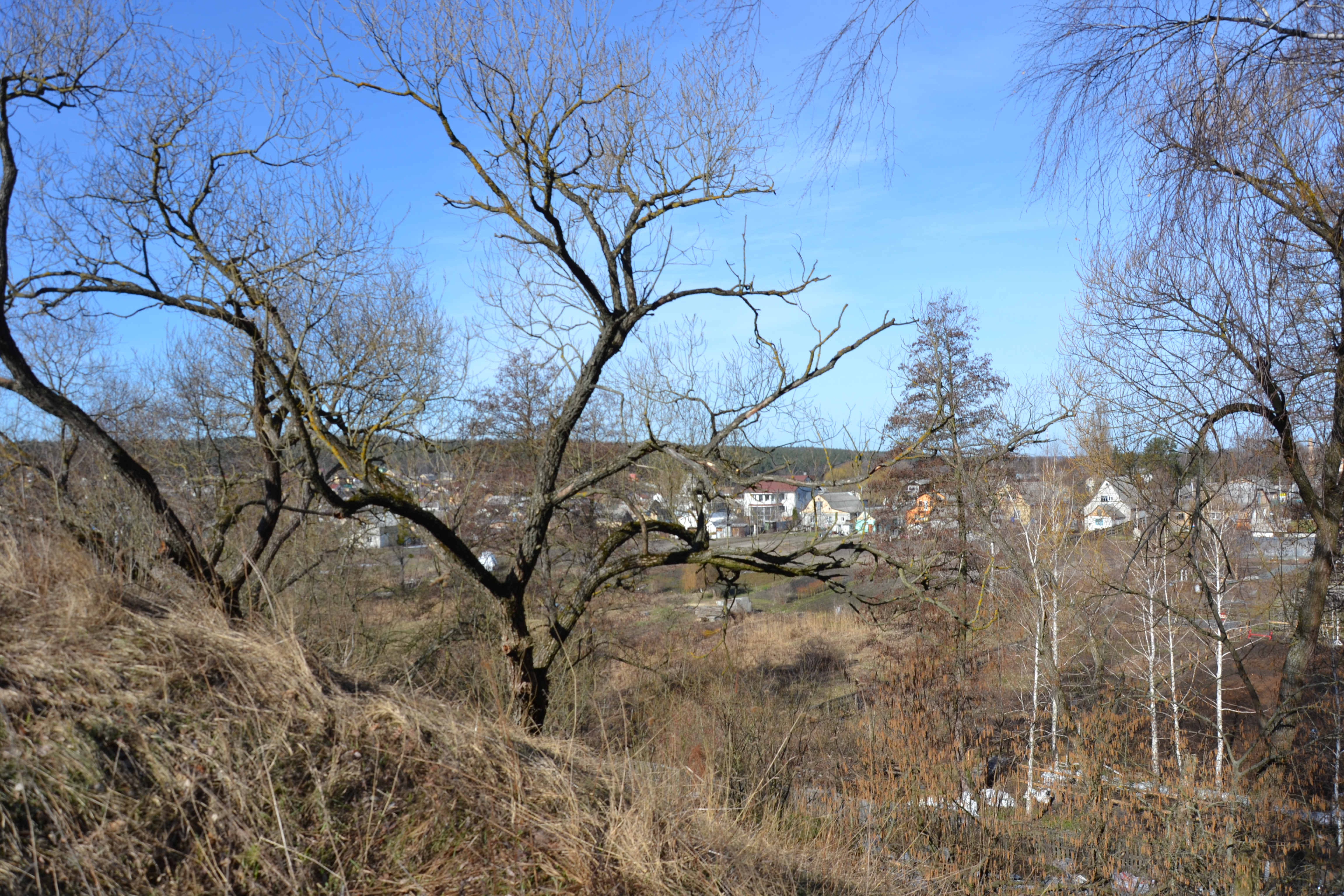
Вид з валу городища на Віту-Поштову
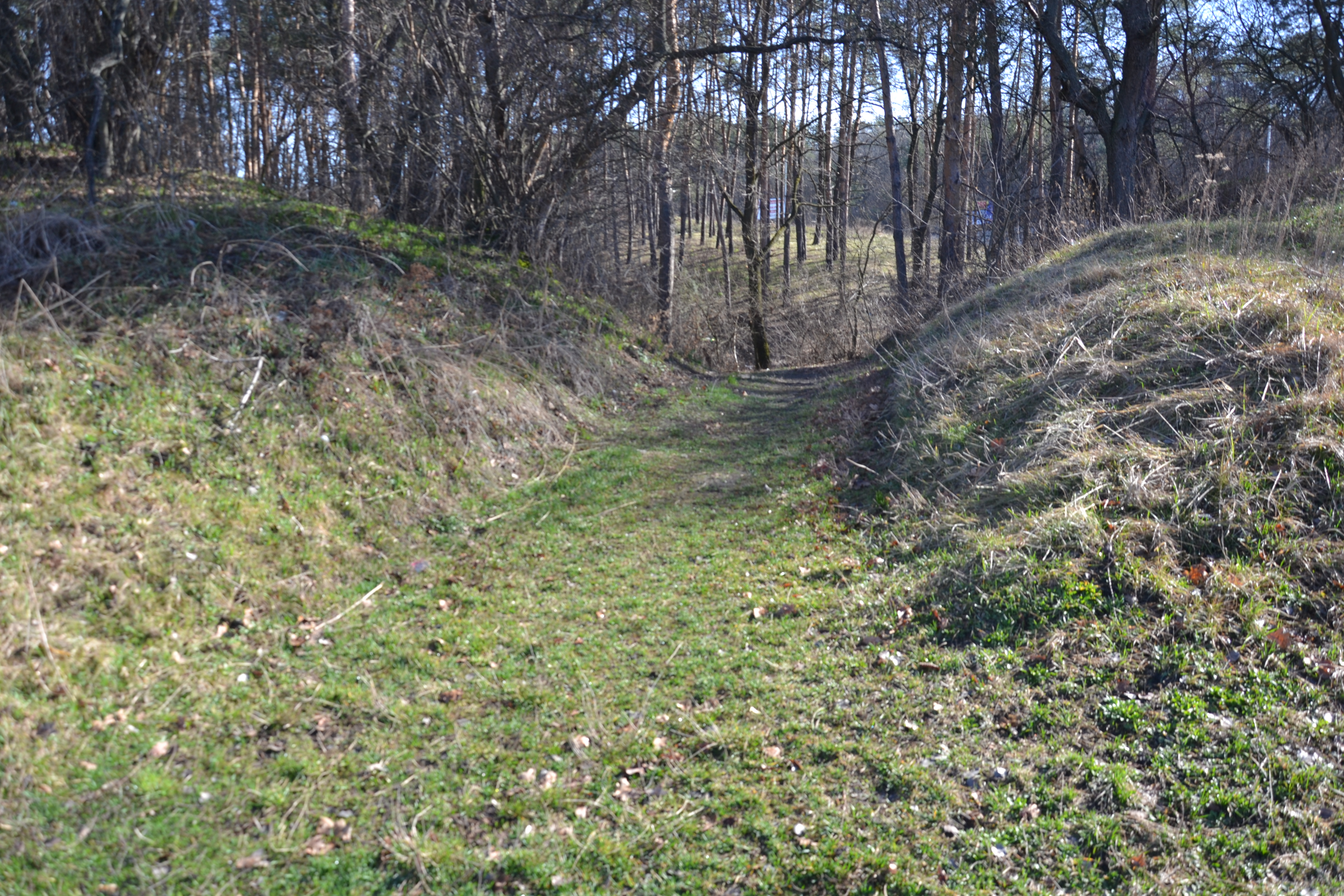
прохід у валу
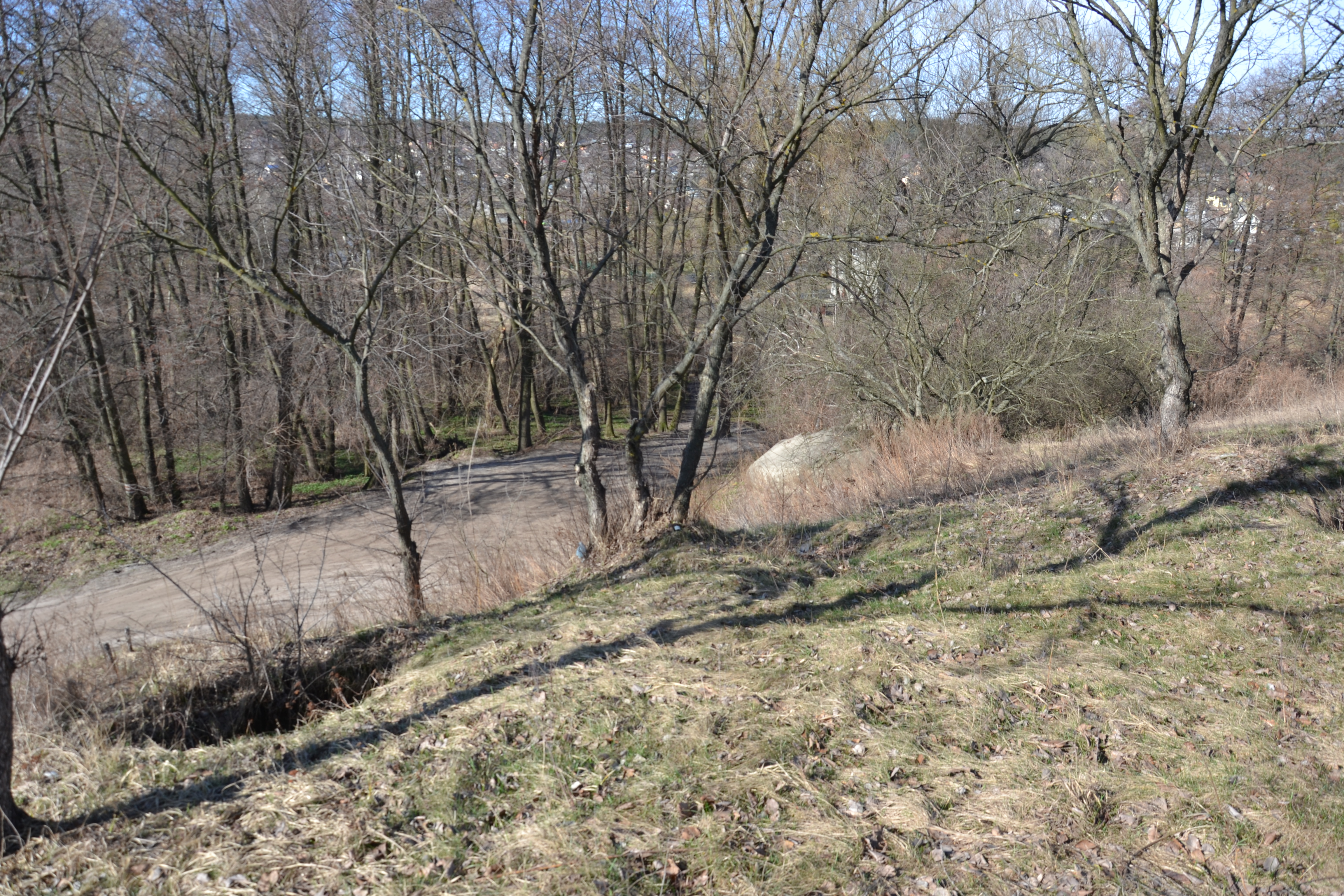
Схил валу
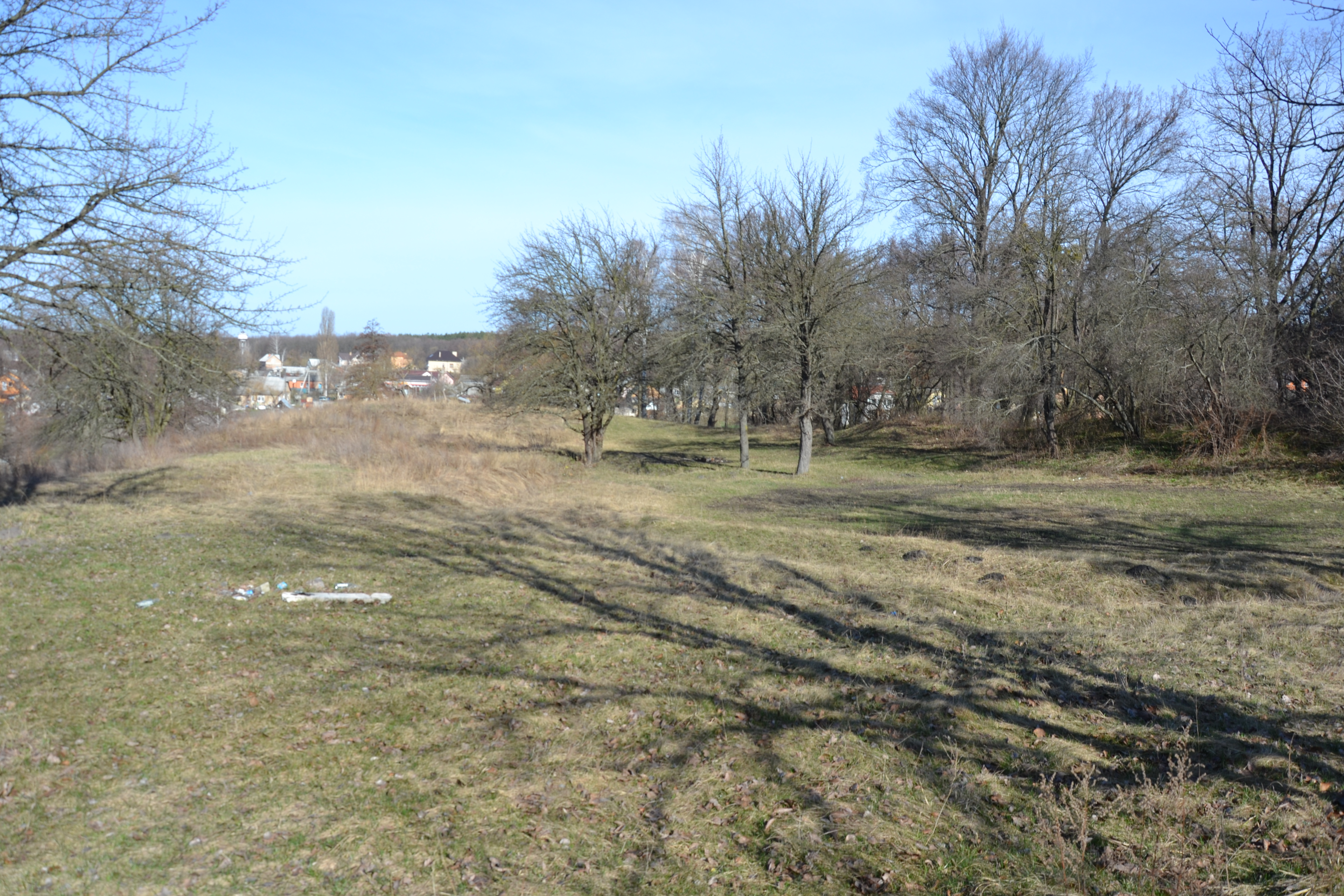
Територія дитинця
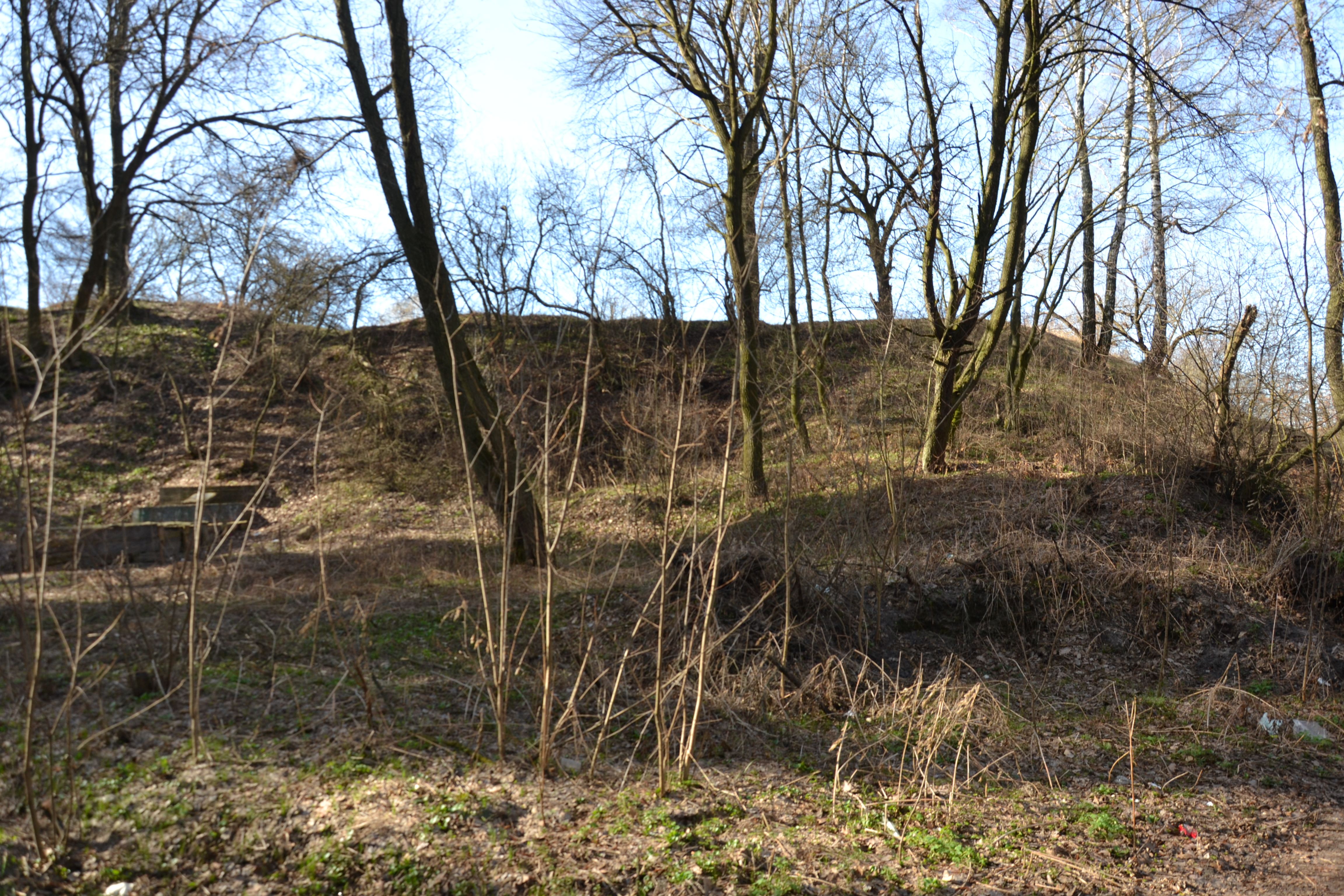
Схил валу
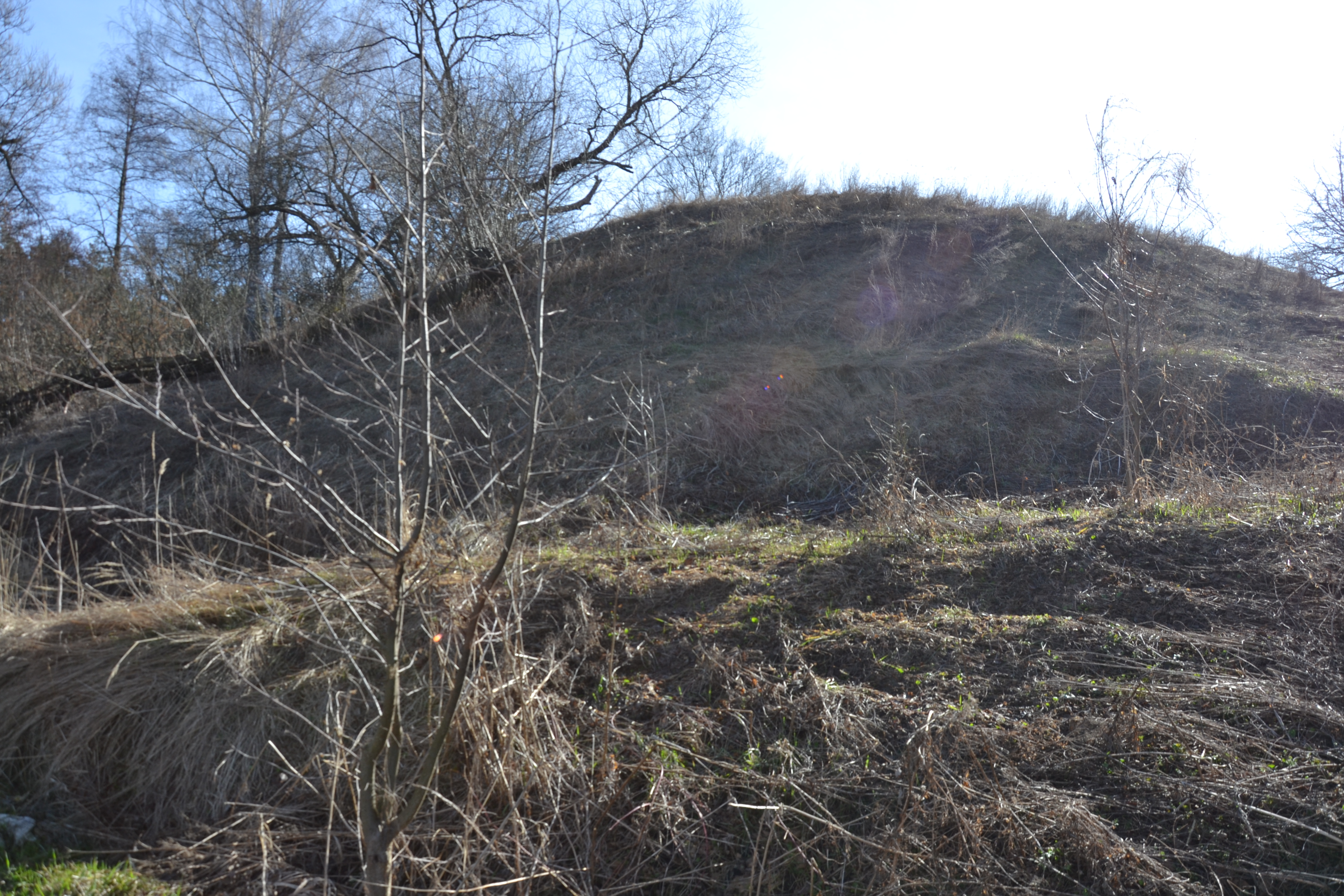
Вал городища
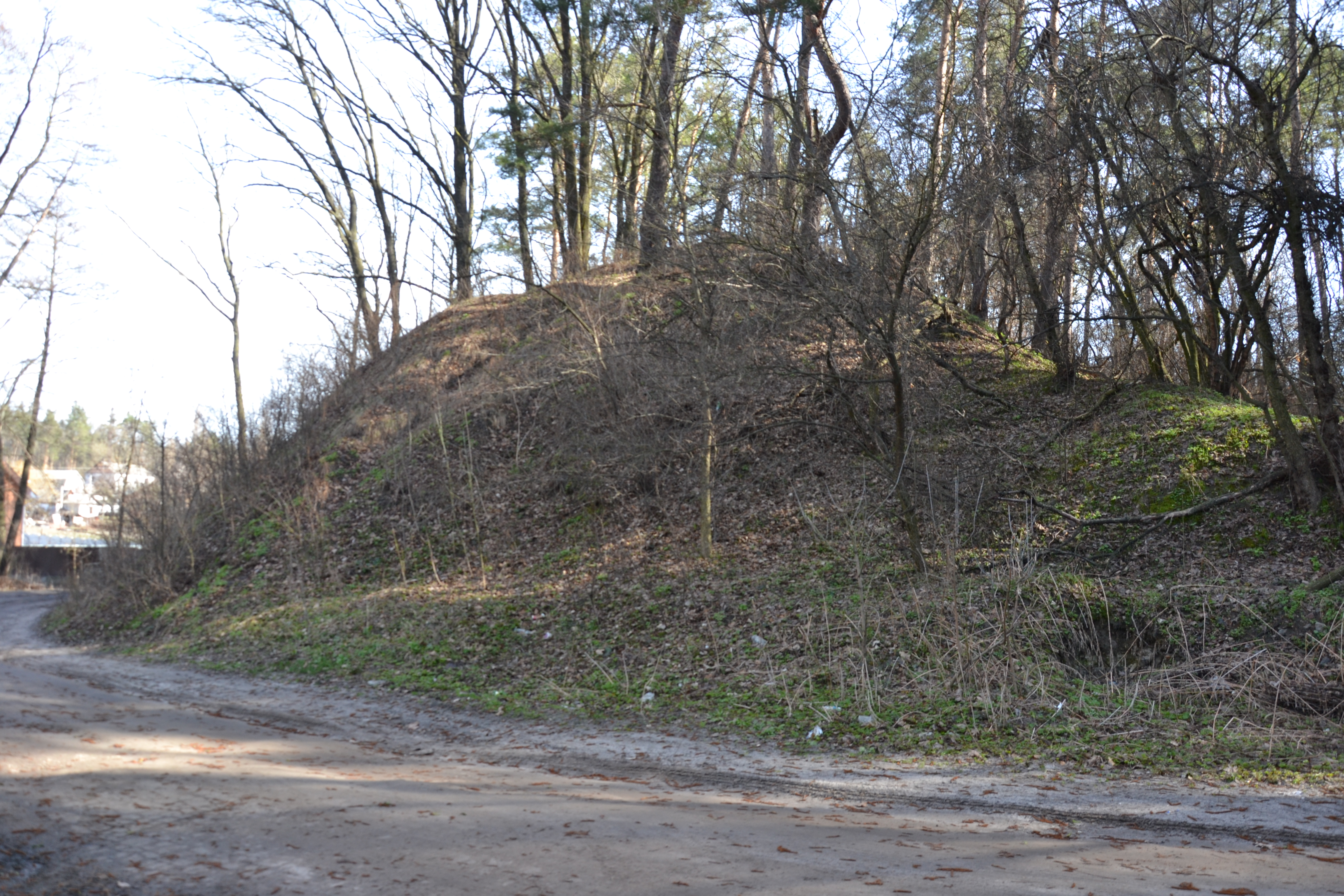
Вал
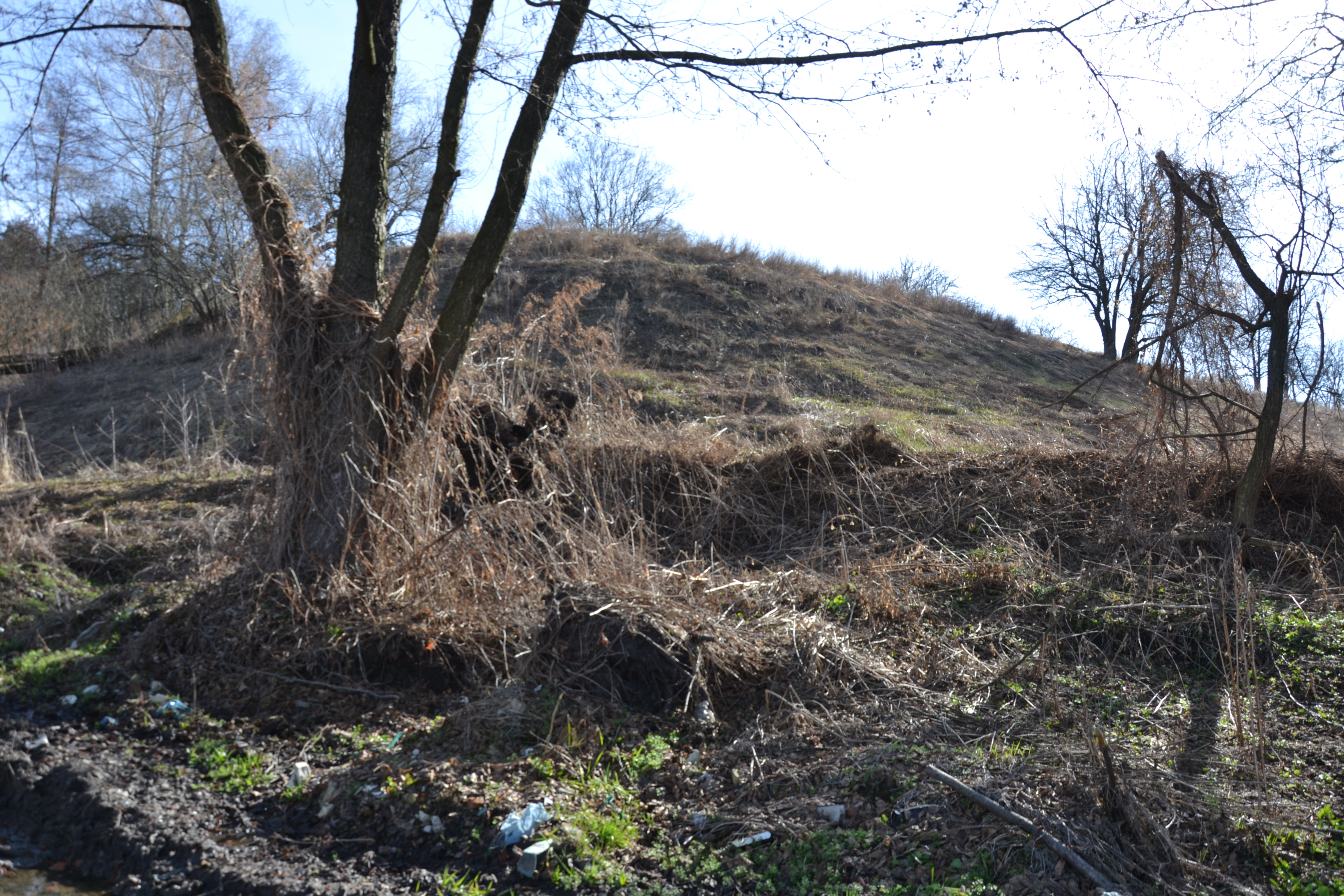
Схил валу
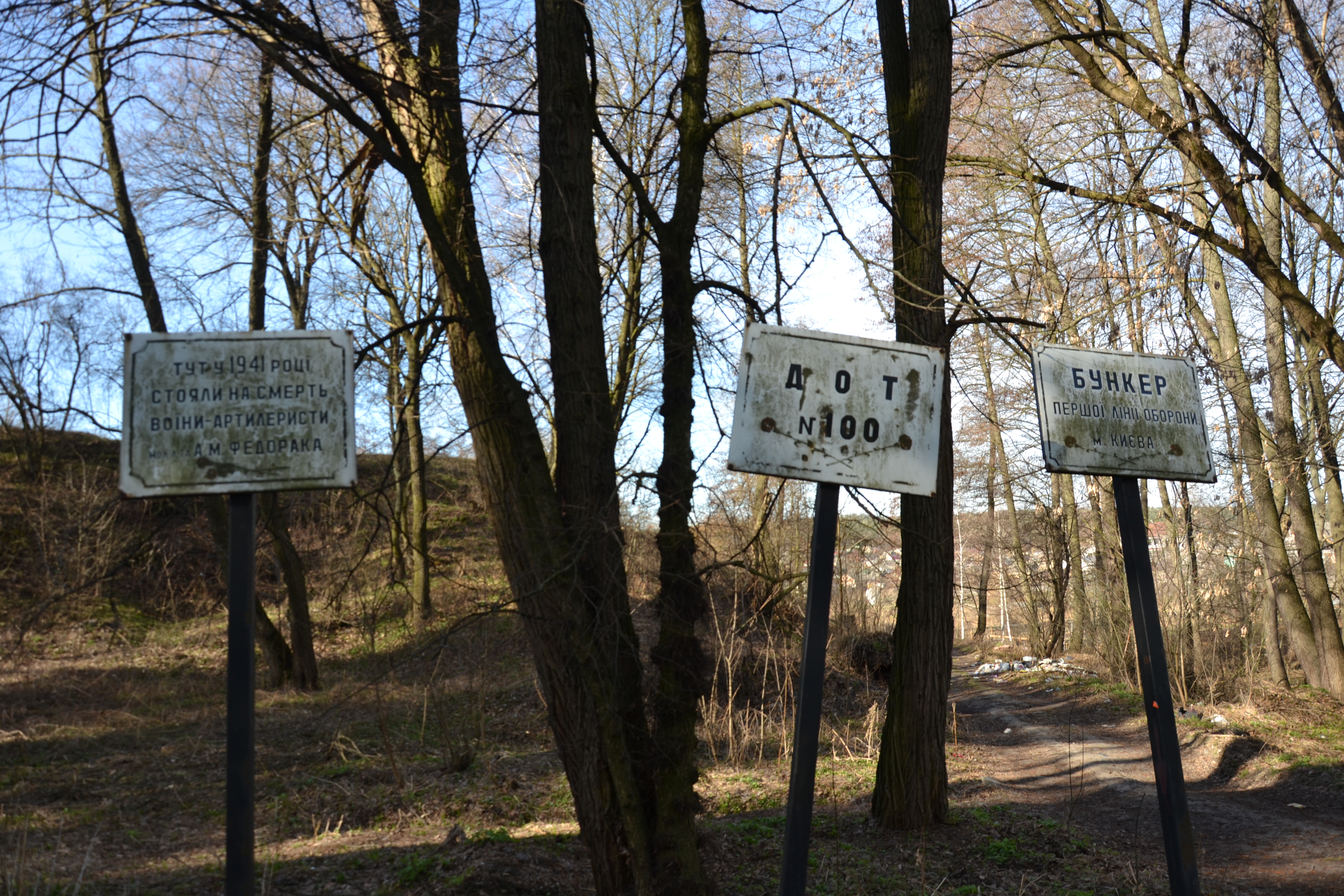
Меморіальні таблички біля ДОТ №179 КиУР
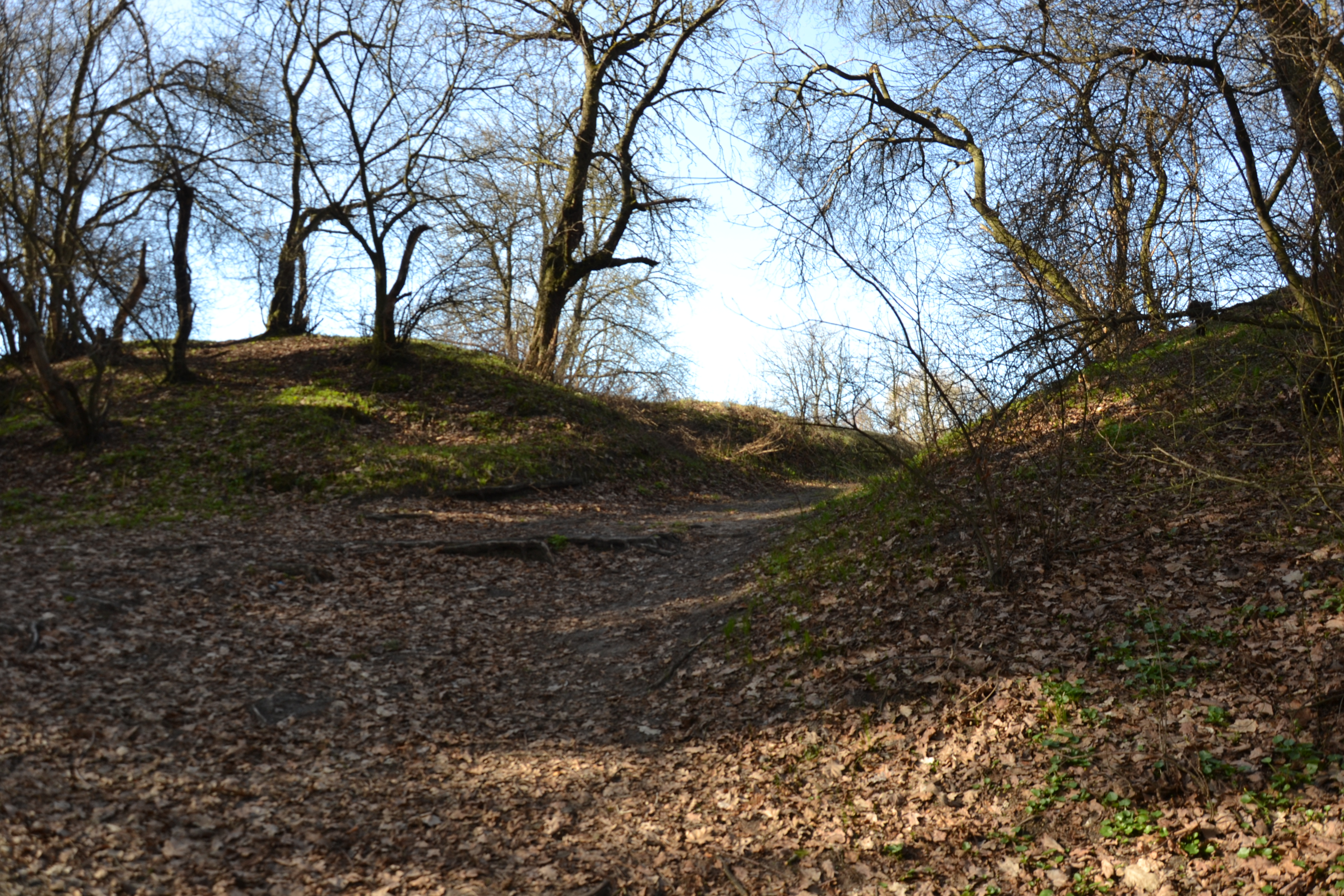
Прохід у валу